# Mustafa II.
Mustafa II. (6. veljače 1664. – 28. prosinca 1703.) turski sultan
Mustafa II. postaje turski sultan 1695. nakon smrti strica Ahmeda II. On je bio nakon dugog vremena prvi osmanski sultan koji je osobno vodio vojsku u rat. U prvoj godini vladanja u pohodu na Temišvarski banat osobno predvodi juriš spahija i svoje osobne garde u pobjedi kod Lugoša. Iduće 1696.godine odnosi novu pobjedu kod Temišvara. Na krilima tih uspjeha iduće 1697.g. kreće "na Budim", ali doživljava katastrofalni poraz od princa Eugena Savojskog u Bitci kod Sente. U potpunoj melankoliji nakon tog poraza on počinje sa svim neprijateljima zaključivati mirovne pregovore koji su rezultirali Mirom u Srijemskim Karlovcima 1699. Tekst prijedloga mirovnog sporazuma znatnim je dijelom sam koncipirao.
Mirovnim sporazumom Habsburška Monarhija dobiva Ugarsku te velike dijelove Hrvatske i Slavonije; Venecija dobiva Moreju i dio Dalmacije, Poljska dio teritorija koji je izgubila u 17. stoljeću, a Rusija izlazak na Crno more. 
Mustafa II. abdicira 1703. godine, nakon pobune janjičara protiv njega, četiri godine nakon sklapanja mira, u korist brata Ahmeda III., a umro je već krajem iste godine.
| Prethodnik: | Vladar Osmanskog Carstva (1695. – 1703.) | Nasljednik: |
| Ahmed II.   | Vladar Osmanskog Carstva (1695. – 1703.) | Ahmed III.  |